# Aslaug (nombre)
Aslaug es un nombre noruego, derivado del prefijo del Nórdico antiguo, áss-, que significa "dios", y el sufijo -laug, que significa "mujer prometida".  El cognado sueco es Aslög; el danés es Asløg. Aslaug también es un apellido aunque poco común.
Es uno de los nombres con los que se le conoce a la reina de la mitología nórdica, Aslaug.
- Datos: Q324528
- Multimedia: Aslaug (given name) / Q324528